# امرسون تریسی
اِمرسون تریسی (انگلیسی: Emerson Treacy؛ ‏ ۱۷ سپتامبر ۱۹۰۰ – ۱۰ ژانویهٔ ۱۹۶۷) بازیگر اهل ایالات متحده آمریکا بود. وی بین سال‌های ۱۹۳۰ تا ۱۹۶۲ میلادی فعالیت می‌کرد.
از فیلم‌ها یا برنامه‌های تلویزیونی که وی در آن نقش داشته‌است می‌توان به قهرمان پیشین، دنده آدام، تلگراف مهمانی، ماجرا در منهتن، بربادرفته، به همان جوانی که حس می‌کنی، فورت ورث، حد مکانی، آمریکا، شاهزاده بازیگری، ستاره‌ای متولد شده‌است، ماردی گرا، خشم و هیاهو و ژست‌های مخاطره‌آمیز اشاره کرد.